# Frauenkirchen

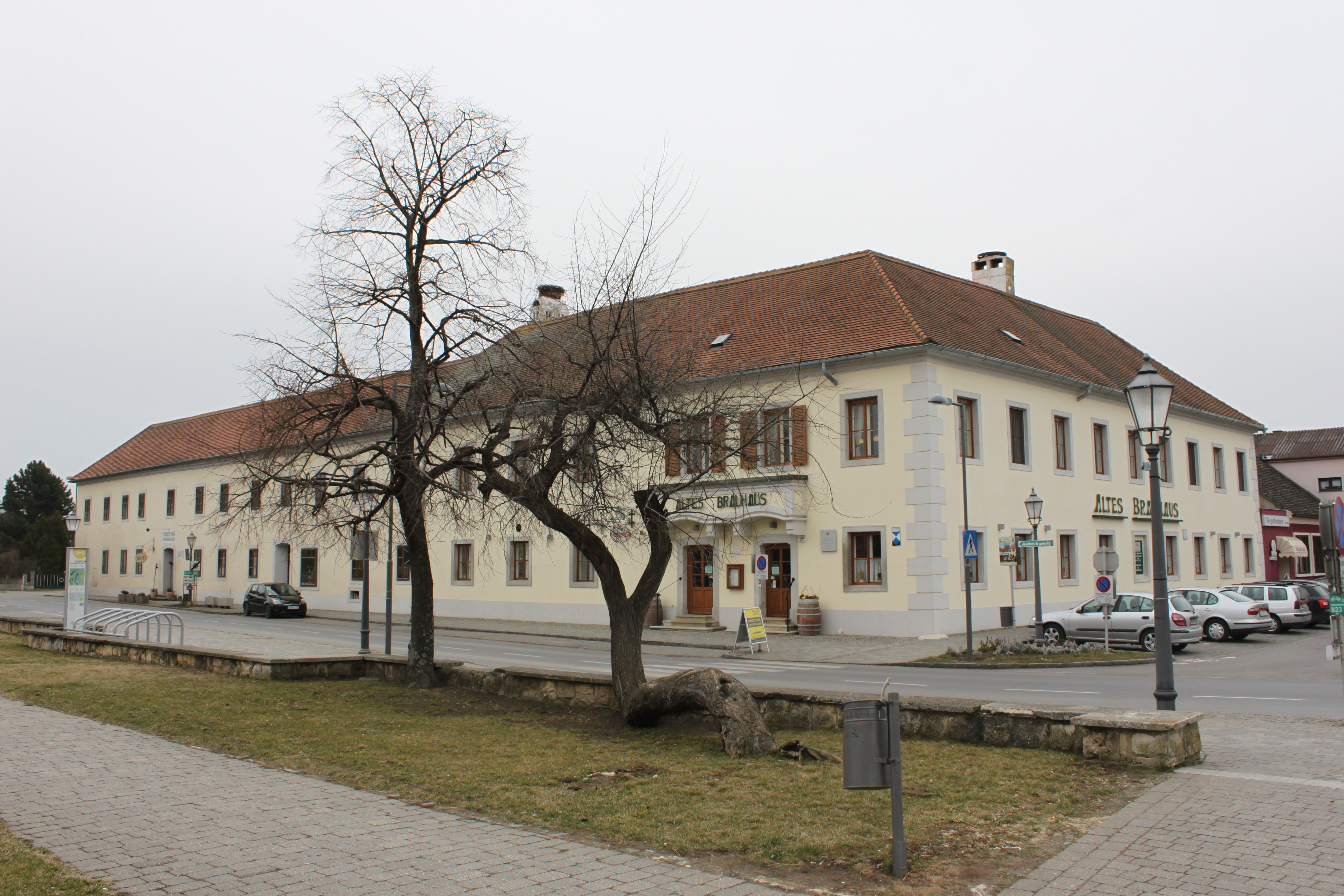
Bryggeriets gamla byggnad.

Frauenkirchen (ungerska: Boldogasszony) är en stadskommun i förbundslandet Burgenland i Österrike. Kommunen har 2 979 invånare (2024).